# Kaspar Capparoni
Gaspare "Kaspar" Capparoni (Roma, 1 de Agosto 1964) é um ator italiano.
Atua também em novelas e minisséries da televisão italiana.

## Biografia
Começou sua carreira no teatro,  aos 18 anos. Em 1984, integrou o  elenco do filme  Phenomena,  dirigido por Dario Argento. Seguem-se Colpi di luce (1985), de Enzo G. Castellari, Gialloparma (1999), de Alberto Bevilacqua, Encantado (2002), de Corrado Colombo, Il Ritorno del Monnezza (2005), de Carlo Vanzina, Two Families e Il Sole nero, este último com Valeria Golino, ambos de 2007. Em 2008, atua na série Rex.

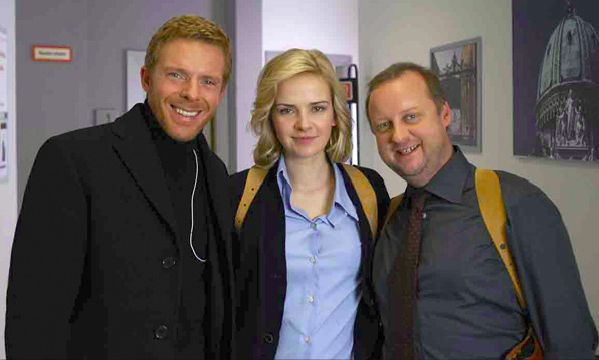
Kaspar Capparoni com Denise Zich e Martin Weinek.